# Terceiro ventrículo

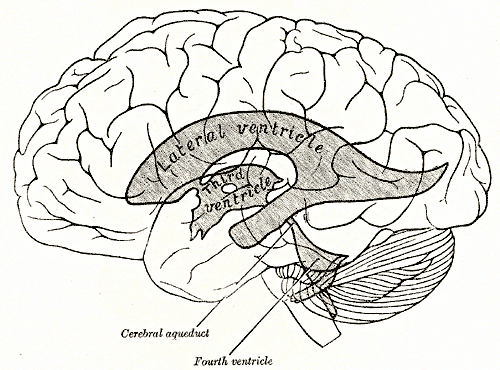
Ventrículos do cérebro humano

O terceiro ventrículo é uma cavidade localizada na linha media do cérebro, situada entre o tálamo direito e o esquerdo. O fluido cerebroespinhal entra no terceiro ventrículo vindo dos dois ventrículos laterais, pelo Forame de Monro. O líquido sai do ventrículo através do aqueduto de Sylvius.